# Lucent Technologies

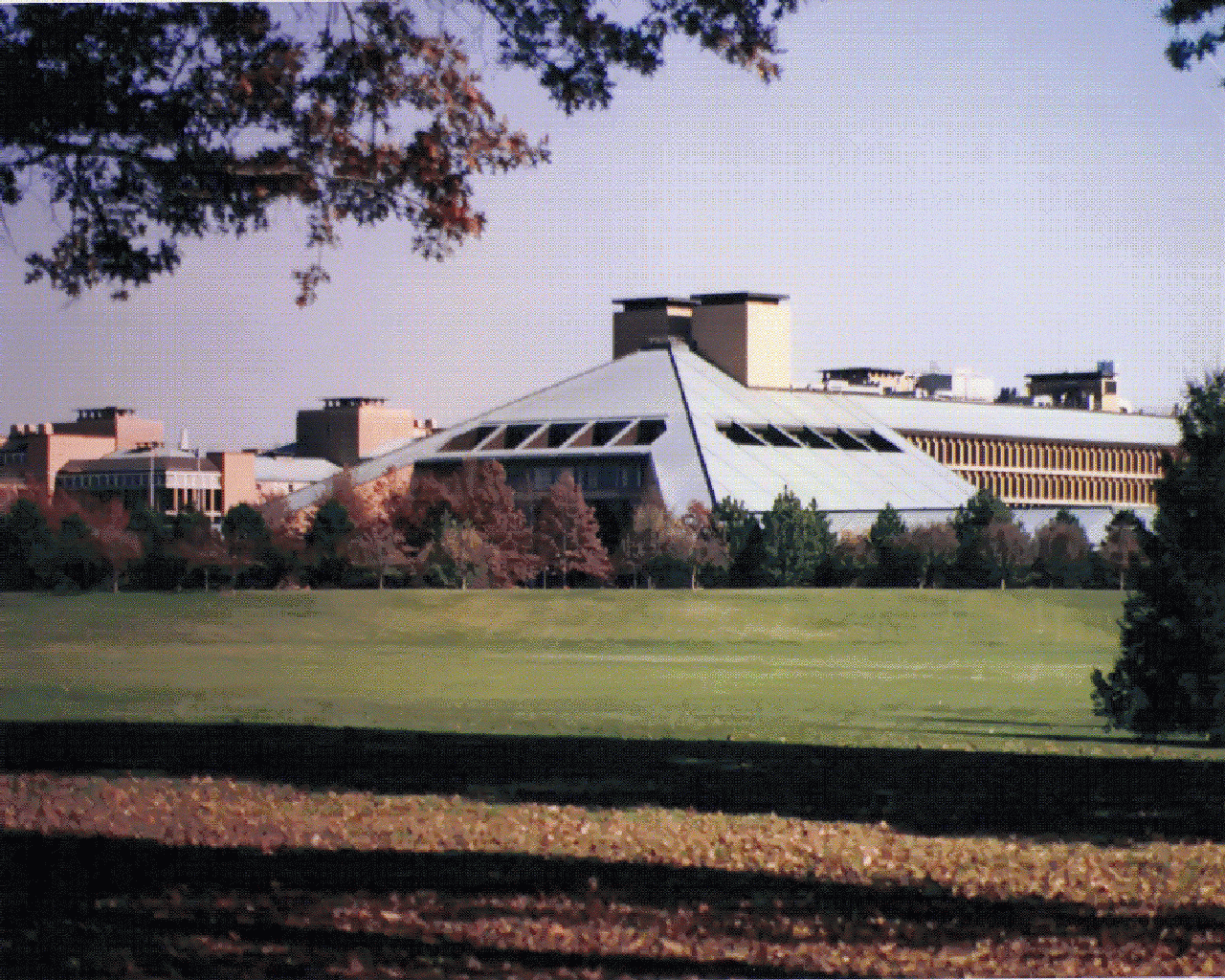
Hoofdkantoor van Lucent Technologies

In oktober 1996 splitste AT&T zijn systeem- en productafdelingen en het beroemde Bell Labs af in een nieuw bedrijf genaamd Lucent Technologies. Lucent was actief in traditionele telefonie, optische communicatie, data en draadloze communicatie.
Een van de belangrijkste redenen voor de afsplitsing was dat AT&T het deze afdelingen zo makkelijker maakte om producten aan concurrerende telecommunicatiebedrijven te verkopen. Deze bedrijven waren anders wantrouwend om producten van een directe concurrent aan te schaffen. Bell Labs gaf het nieuwe bedrijf prestige en de opbrengsten van duizenden octrooien.
In 1999 kocht Lucent voor 24 miljard dollar Ascend Communications, een bedrijf uit Alameda, Californië dat gespecialiseerd was in netwerkapparatuur waaronder 'remote access' en VPN. In oktober 2000, splitst Lucent haar bedrijfstelecommunicatietak onder de naam Avaya af en in juni 2002 werd de microelektronicatak afgesplitst onder de naam Agere Systems.
In 2004 maakte Lucent een winst van ongeveer 2 miljard dollar, maar in de jaren hiervoor ging het met Lucent ronduit slecht. Zo werd in 2003 een verlies geleden van 770 miljoen dollar en rapporteerde Lucent in 2002 een verlies, 11,9 miljard dollar, dat bijna even groot was als de omzet, 12,3 miljard dollar; grotendeels een gevolg van een boekhoudige opruiming. Ook in 2001 had het concern al een miljardenverlies.
In de periode 2001 tot 2004 zijn grote aantallen medewerkers ontslagen. Zo zijn in Nederland alle ontwikkelingsafdelingen in onder meer Hilversum en Huizen opgeheven. In mei 2001 werd de kabelmodemafdeling in Gouda, het voormalige DeltaKabel Telecom gesloten dat maar een jaar daarvoor, in april 2000, werd overgenomen voor 108 miljoen dollar. 
In april 2006 werd bekendgemaakt dat serieuze fusiebesprekingen waren gestart met Alcatel. In september 2006 gaven de aandeelhouders van beide bedrijven hun goedkeuring voor de fusie en per 1 december 2006 was de fusie met het omruilen van elke Lucent aandeel in 0,1952 aandelen Alcatel een feit. Sindsdien gaat het bedrijf verder onder de naam Alcatel-Lucent. 
In januari 2016 nam Nokia Alcatel-Lucent over, een van de grootste overnamen in deze sector.